# Fijnstekelig kransblad
Het fijnstekelig kransblad (Chara aculeolata) is een kranswier uit de familie Characeae. Het is een eenhuizige plant. De soort komt voor in zoetwater en verdraagt weinig zoutwater. Het komt voornamelijk voor in meren die mesotroof of zwak eutroof zijn. Meestal in ondiepe kustwateren (tot 4 m diep) op slibrijke grond. Ook komt het voor in kleine stuwmeren (waaronder veenvijvers ) en zelfs in sloten.

## Kenmerken
De hoofdas is grijsgroen, tot 0,4 mm dik, vaak met dikke laag kalk bedekt. De schors is diplostich, tylacanth op oudere internodien isostich of schijnbaar aulacanth. De stekels zijn dun, spits en staan met 1-2 (3) bij elkaar. De lengte is  tot 2 mm lang (var. aculeolata) of ot 6 mm lang (var. pedunculata). Bovenaan de takken zijn de stekels talrijk en onderaan schaars. De takken zijn kort, ingebogen en tot 2 cm lang. Ze bestaan uit 4 tot 6 beschorste segmenten. De takken zijn tot 5 cm lang, 5-6 (var. aculeolata) of 3-4 (var. pedunculata) met beschorste segmenten. De eindtak is kort, onbeschorst, 2-3 cellig. De eindcel is klein (var. aculeolata) of vrij lang (var. pedunculata), spits.
De oögoniën zijn tot 0,7 mm lang en 0,5 mm breed. De oösporen hebben een lengte tot 0,6 mm en breedte tot 0,4 mm. Het oösporenmembraan is glad. De Antheridia meten tot 0,6 mm in diameter.

## Voorkomen
Het fijnstekelig kransblad komt voor in Europa. In Nederland komt het zeer zeldzaam voor. Het is ernstig bedreigd.